# 萊克山莊園 (加利福尼亞州)
萊克山莊園（英語：Lake Hills Estates）是位於美國加利福尼亞州埃爾多拉多縣的一個非建制地區。該地的面積和人口皆未知。

## 地理
萊克山莊園的座標為38°43′55″N 121°05′08″W / 38.73194°N 121.08556°W，而該地的平均海拔高度為149米（即489英尺）。